# Plimna sila
Plimna sila ili plimotvorna sila je sila koju uzrokuju Sunce i Mjesec gravitacijskim privlačenjem vodenih masa, te centrifugalnom silom koja se javlja zbog okretanja Zemlje i Mjeseca odnosno Zemlje i Sunca oko zajedničkog centra masa (baricentar). Njezino djelovanje ima ponavljajuće svojstvo (periodički karakter), s najjače izraženim poludnevnim i dnevnim komponentama. Djelovanjem plimne sile morska razina i struje periodički titraju (osciliraju) što nazivamo morskim mijenama, a ponavljanje rasta odnosno pada razine mora određujemo kao morske dobi. Plima se određuje kao rast razine mora, dok oseka predstavlja opadanje razine mora. Plimna sila predstavlja udruženu gravitacijsku i centrifugalnu silu koja djeluje na vodene mase na Zemlji. Naime, na gibanje vodenih masa djeluje gravitacijsko privlačenje Sunca i Mjeseca, koje je promjenjivo i ovisi o njihovim položajima u odnosu na Zemlju, te centrifugalna sila koja nastaje zbog okretanja (revolucije) Zemlje oko Sunca. Prema tome, plimna sila je promjenjivog svojstva u prostoru i vremenu, te prevladavajuće djeluje na vodoravno gibanje vodenih masa na taj način uzrokujući kolebanje razine mora i morskih struja.
Plimna sila u nebeskoj mehanici djeluje općenito na bilo koja dva nebeska tijela, ako veličina jednog tijela nije zanemariva s obzirom na udaljenost do drugog tijela. Kao što Mjesec proizvodi plimu na Zemlji, tako i Zemlja raspinje Mjesečevu kuglu. U donjim dijelovima plašta nalaze se ognjišta Mjesečevih potresa, a većinom su na bližoj strani Mjeseca. Posebnost tih potresa je u tome što su potaknuti Zemljinom plimnom silom. U trenutku kada je plimni val najveći i najmanji, a to se zbiva onda kada je Mjesec u perigeju i apogeju, oslobađaju se nagomilani naponi u unutrašnjosti i dolazi do potresa. Seizmički valovi, nasuprot zemaljskim, šire se uz mnogostruku jeku kroz velik dio obujma, i tlo titra po više sati. Plimna sila FP na masu u prema planetu  (ili drugom nebeskom tijelu) s polumjerom R i udaljenosti d izmeđe središta dvaju tijela može se opisati sljedećom jednadžbom :
{\displaystyle F_{P}={\frac {2\cdot G\cdot M\cdot m\cdot r}{d^{3}}}}
gdje je:
- FP - plimna sila (N),
- G - univerzalna gravitacijska konstanta koja otprilike iznosi 6,67428 × 10−11 N m2 kg−2,
- M - masa većeg nebeskog tijela - planeta (kg),
- m - masa manjeg tijela - satelita (kg),
- R - polumjer većeg tijela (m),
- r - polumjer manjeg tijela (m),
- d - udaljenost između središta dvaju tijela (m).[2]

## Rocheova granica
Rocheova granica (prema francuskom matematičaru i astronomu Édouardu Rocheu, koji ju je 1847. prvi teorijski odredio) udaljenost je od središta većega nebeskoga tijela do točke u kojoj je gravitacijska sila toga tijela jednaka gravitacijskoj sili satelitskoga tijela. Općenito vrijedi Rocheov odnos, koju su učinili točnijom James Hopwood Jeans (1917. i 1919.) i Subrahmanyan Chandrasekhar (1969.) za krute satelite:
{\displaystyle d=1,26\cdot R_{M}\cdot \left({\frac {\rho _{M}}{\rho _{m}}}\right)^{\frac {1}{3}}}
gdje je:
- d - Rocheova granica za krute satelite (m),
- RM - polumjer nebeskog tijela (m),
- ρM - gustoća planeta (kg/m3),
- ρm - gustoća satelita (kg/m3).

Ta se jednakost može pisati i kao:
{\displaystyle d=1,26\cdot R_{m}\cdot \left({\frac {M_{M}}{M_{m}}}\right)^{\frac {1}{3}}}
gdje je:
- d - Rocheova granica za krute satelite (m),
- MM - masa planeta (kg),
- Mm - masa satelita (kg).

Unutar Rocheove granice, zbog utjecaja plimnih sila, sateliti koje na okupu drži uglavnom gravitacijska sila raspadaju se.
Za fluidne satelite (tekuće, plinovite ili satelit sastavljene od labave nakupine krutih dijelova) vrijedi:
{\displaystyle d\approx 2,44\cdot R\cdot \left({\frac {\rho _{M}}{\rho _{m}}}\right)^{1/3}}
Za planete gustoće slične Zemljinoj, uz uvjet da je masa satelita mnogo manja od mase planeta, Rocheova granica za fluidne satelite iznosi oko 2,44 polumjera planeta. Tako se na primjer dijelovi Saturnova prstena ne mogu gravitacijski skupiti u jedan ili više satelita, jer se nalaze unutar 2,3 Saturnova polumjera. Opstaju sateliti čvrste građe, koje osim gravitacijskih povezuju i sile veće od plimnih sila planeta, u granicama od 1,26 do 2,44 polumjera planeta.